# Lijst van voetbalinterlands Bulgarije - Griekenland (vrouwen)
Deze lijst van voetbalinterlands is een overzicht van alle officiële voetbalinterlands tussen de nationale vrouwenteams van Bulgarije en Griekenland. De landen hebben tot nu toe vijf keer tegen elkaar gespeeld.

## Wedstrijden
| № | Plaats      | Datum             | Competitie           | Wedstrijd               | Uitslag |
| - | ----------- | ----------------- | -------------------- | ----------------------- | ------- |
| 1 | Kallikratia | 28 september 1997 | WK 1999 kwalificatie | Griekenland − Bulgarije | 1 − 5   |
| 2 | Sandanski   | 12 april 1998     | WK 1999 kwalificatie | Bulgarije − Griekenland | 3 − 0   |
| 3 | Varna       | 2 april 2001      | Albena Cup           | Bulgarije − Griekenland | 2 − 0   |
| 4 | Lovetsj     | 21 oktober 2009   | WK 2011 kwalificatie | Bulgarije − Griekenland | 0 − 1   |
| 5 | Arta        | 25 augustus 2010  | WK 2011 kwalificatie | Griekenland − Bulgarije | 1 − 2   |

## Samenvatting
| Competitie      | Totaal gespeeld | Winst Bulgarije | Gelijk | Winst Griekenland | Doelsaldo Bulgarije – Griekenland |
| --------------- | --------------- | --------------- | ------ | ----------------- | --------------------------------- |
| WK-kwalificatie | 4               | 3               | 0      | 1                 | 10 − 3                            |
| Albena Cup      | 1               | 1               | 0      | 0                 | 2 − 0                             |
| Totaal          | 5               | 4               | 0      | 1                 | 12 − 3                            |